# باربرا بويلان
باربرا بويلان (بالإنجليزية: Barbara Boylan)‏ هي راقصة أمريكية، ولدت في 12 أغسطس 1942.